# Giorgio Cingoli
Giorgio Cingoli (Alessandria, 21 gennaio 1926 – Roma, 15 marzo 2005) è stato un giornalista italiano.
Giornalista dal 1946, dopo esserne stato per molti anni vice-direttore, ha diretto il quotidiano romano Paese Sera dal 1967 al 1978 per poi passare alla Rai, dove, dopo aver occupato varie posizioni di responsabilità (fra le quali quella di assistente del Direttore Generale per l'attività delle società consociate e consigliere di amministrazione della Sacis e della Rai Corporation) nel 1984 diede vita (diventandone "naturalmente" anche direttore) all'allora nascente Televideo, al quale diede un'impronta di giornalismo tradizionale e popolare.
Ha collaborato con la rivista Il Calendario del Popolo.